# 秋山高志
秋山高志（あきやま たかし、1934年- ）は、日本の地方史学者。

## 略歴
東京生まれ。茨城大学人文学部文学科卒業。茨城県立歴史館を経て、目白大学人文学部教授。2005年退職。幡谷教育振興財団理事。専門・近世文化史。茨城県、特に水戸の歴史について研究している。

## 著書
秋山の著作は一部デジタル化されており、インターネット上の国立国会図書館デジタルコレクションで公開されている。
- 『茨城県史の研究』(常総叢書)カワノベアトリエ 1980
- 『水戸の書物』常陸書房 1994 国立国会図書館書誌ID:000002404185 doi:10.11501/13595659
- 『近世常陸の出版』(日本書誌学大系）青裳堂書店 1999
- 『水戸の文苑』風濤社 2002
- 『水戸の文人 近世日本の学府』ぺりかん社 2009
- 『在郷之文人達 近代之予兆』那珂書房 2011
- 『螺旋の解 講義のあとで』那珂書房 2013 ISBN 978-4-931442-37-5
- 『水戸の文英』那珂書房 2014 ISBN 978-4-931442-38-2
- 『水戸の文林』那珂書房 2015 ISBN 978-4-931442-39-9

### 共編著・監修
- 『図録農民生活史事典』前村松夫,北見俊夫,若尾俊平共編 柏書房 1979 国立国会図書館書誌ID:000001417929 doi:10.11501/11916181
- 『古文書に歴史を読む 1』川村優共編 柏書房 1981 国立国会図書館書誌ID:000001496896 doi:10.11501/12207312
- 『図録山漁村生活史事典』前村松夫,森杉夫,林英夫,三浦圭一共編 柏書房 1981 国立国会図書館書誌ID:000001515897
- 『茨城の人形芝居』うばら叢書 水庭久尚共著 崙書房出版 1985 国立国会図書館書誌ID:000001757555 doi:10.11501/12435796
- 『郷土茨城の歴史』編 ぎょうせい 1996 ISBN 4-324-04931-9 doi:10.11501/13957554
- 『茨城県の歴史』県史 長谷川伸三,糸賀茂男,今井雅晴,佐々木寛司共著 山川出版社 1997
- 『基礎古文書のことば』(<シリーズ>日本人の手習い)監修 柏書房 2000